# Struthanthus mexicanus
Struthanthus mexicanus là một loài thực vật có hoa trong họ Loranthaceae. Loài này được Calderón miêu tả khoa học đầu tiên năm 1972.